# Gérard de Watteville
Pour les articles homonymes, voir Watteville.
Gérard de Joux de Watteville, marquis de Conflans né en 1575 et mort le 16 octobre 1637 à Salins, est un militaire et un diplomate comtois au service du duché de Savoie et du Saint Empire Romain Germanique. Il est connu pour avoir été le commandant en chef des troupes comtoises de 1632 à 1637, pendant la guerre de Dix ans, l'épisode comtois de la guerre de Trente ans.

## Biographie

### Débuts et carrière dans le duché de Savoie
Gérard de Watteville est issu d'une famille noble originaire de Berne en Suisse qui refusa la Réforme, et s'installa dans le comté de Bourgogne. Il est le fils de Nicolas de Watteville et de Anne de Gramont de Joux, qui lui transmettra la seigneurie de Joux. Nicolas de Watteville (1544-1610) quitte Berne et choisit le catholicisme pour épouser Anne de Joux (fille d'Adrien de Grammont), il se fixe à Chateauvilain (près de Bourg-de-Sirod dans le Jura dont il devient le seigneur unique en rachetant les droits de la famille d'Anne de Poupet. Gentilhomme de la Maison du Roi d'Espagne qui règne alors en Franche-Comté, il a trois fils : Gérard de Watteville de Joux, Charles-Emmanuel de Watteville et Pierre de Watteville (1571? -1632).

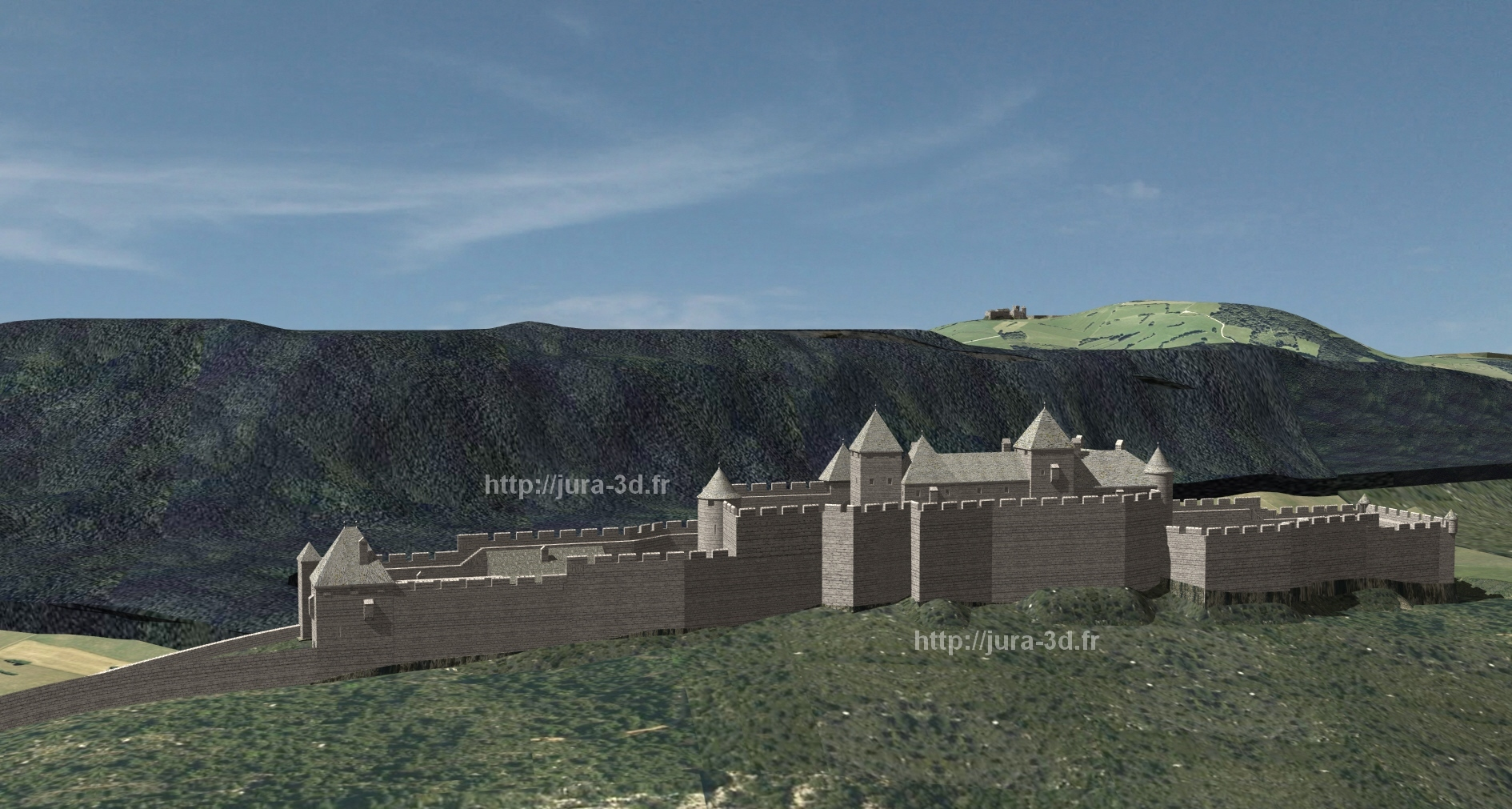
Le château des Watteville de Bourg de Sirod reconstitué.

On sait assez peu de choses sur la jeunesse de Watteville, sinon qu'il eut beaucoup de difficultés à faire reconnaître son titre de Marquis de Versoix. Il en appelle à la cour des comptes de Dijon et au parlement de Paris pour que le roi de France maintienne et conserve les ventes et aliénations faites par le duc de Savoie.
Il rentre au service de Charles-Emmanuel Ier de Savoie comme général de cavalerie. Il se distingue pendant la guerre franco-savoyarde de 1600 en délivrant Bourg-en-Bresse du siège, et en participant à la reconquête de la Maurienne. Il est récompensé par le titre de Maréchal. En 1627 il devient ambassadeur de Victor-Amédée Ier auprès de l’empereur Ferdinand II. Il tombe en disgrâce en 1631 et est déchu de ses responsabilités. Il regagne alors son fief dans le comté de Bourgogne.

### Commandant en chef des troupes comtoises
En 1632, il est rappelé par l'empereur qui lui confirme son grade et lui donne le titre de Gouverneurs des armées comtoises. Habituellement, c'était le gouverneur du comté qui assumait cette fonction ; et ce sera la seule fois où la fonction de commandant en chef des armées sera séparée de celle de Gouverneur. Cette particularité lui vaudra des difficultés et oppositions de la part des autorités comtoisesmais aussi de la noblesse comtoise qui ne le considèrent pas comme un des leurs. Mais ce dernier réussit à constituer très rapidement une armée en recrutant rapidement, et en rassemblant diverses garnisons. Il est nommé en même temps bailli d'aval (actuel Jura). Le marquis est adjoint de Jean Girardot de Nozeroy, qui fut en même temps que lui nommé intendant des armées comtoises. Les deux hommes ont la même vision stratégique: ne pas affronter directement les grandes armées ennemies sur un champ de bataille, mais miser sur les places fortes pour la défense et lancer des offensives ponctuelles et ciblées. Ensemble, ils parviennent à repousser les attaques des Suédois sur Lure, et fortifier les frontières est du comté de 1633 à 1635. Il est même en position de détruire complètement l'armée ennemi dans le secteur de Lure, événement qui aurait pu changer le cour de la guerre. Mais il en sera empêché par le gouverneur Ferdinand de Rye qui souhaite apaiser les choses dans le secteur.  
En 1633, il nomme en commandant en second de l'armée comtoise Henry de Champagne, officier expérimenté et très respecté de ses hommes. Si Watteville a pu réaliser l'exploit de constituer une armée d'à peu près 8 000 hommes en partant de presque rien, les Français qui menacent à présent l'ouest du comté sont quasiment trois fois plus nombreux et mieux équipés. Une moitié de l'armée comtoise est divisée en garnisons qui défendront les grandes villes comme Gray, Besançon et surtout Dole. Lorsque cette dernière est assiégée en mai 1636, Watteville reste à l'écart, et mise sur la combativité des défenseurs Dolois. Néanmoins, il rassemble l'armée comtoise et la joint aux armées lorraines et impériales qui arrivent sur le territoire pour secourir Dole. Peu avant l'arrivée de l'armée alliée, Français lèvent le siège en août, le comté de Bourgogne retrouve provisoirement la paix. 

### L'offensive  victorieuse en Bresse et la défaite de Cornod
Watteville veut profiter de ce répit pour lancer de vastes offensives en Bresse et en Bugey. Il confie alors à son fils, le comte de Bussolin, le commandement d'une armée de 3 000 hommes pour attaquer le Bugey. Pendant ce temps, Watteville lance une offensive de plus faible ampleur en Bresse et réussit à prendre Cuiseaux pourtant solidement défendue, semant la stupeur dans le camp français. Quelques jours après il remporte la bataille de Savigny, dans un contexte pourtant largement défavorable. Les offensives menées en Bresse et en Bugey, qui se déroule de mi-janvier à début mars 1637 sont de grandes victoires comtoises, mais malheureusement sans lendemain : car la plupart des villes et territoires conquis doivent être évacués, faute d'effectifs suffisants pour les garder. Le parlement étant dans une stratégie d'opposition systématique au marquis de Conflans, il lui refuse les renforts demandés. De plus, de nombreuses contre-attaques françaises contre le Jura ont atténué la portée de la victoire dans le Bugey. Cette offensive comtoise restera néanmoins la seule d'ampleur pendant la guerre de Dix ans.  
Watteville veut alors frapper fort et part à l'attaque du château de Cornod, contre l'avis du Parlement et notamment de Jean Boyvin. L'armée française, qui est postée non loin, attaque l'armée comtoise dès le début du siège, c'est alors une lourde défaite à la bataille de Cornod. L'armée comtoise ne s'en relèvera pas. Très critiqué sur sa conduite pendant la bataille, plusieurs sources le décrivent comme absent et détaché des événements, n'intervenant même pas pour empêcher le duel entre son fils et le baron de Boutavent.  

### Destitution et décès
Cette défaite permet aux Français d'envahir le Jura et de mettre le siège devant Saint-Amour. Watteville veut venir en aide à cette ville, et parvient à nouveau à rassembler les débris de son armée disséminés dans les montagnes. Il se met en route et apprend qu'il doit recevoir du duc de Lorraine un renfort de 1 000 cavaliers. La jonction doit se faire à Saint-Agnès ; mais les Français au courant de la manœuvre, envoient un détachement et les affrontent au cours d'une bataille âprement disputée. Si l'issue est incertaine, Watteville préfère jouer de prudence et renonce à porter secours à la ville assiégée. Il fait mouvement sur Château-Chalon pour retrouver le gouverneur; le marquis de Saint-Martin. À ce moment-là, il est destitué de son rôle de commandant en chef des armées, plus ou moins sous la pression de la noblesse comtoise qui rejette l'autorité de Watteville. Il reste cependant en poste dans l'armée. Mais le temps passe et l'armée comtoise reste stationnée où elle est, sans intervenir. Watteville écrit dans une de ses lettres: « Je me suis retiré ici. non de peur des ennemis mais la famine me chasse, les chevaux et les maîtres meurent de faim. Au reste, je suis tout seul, sans argent, sans blé, sans munitions... »
Il continue peu après de combattre quelques mois aux côtés du gouverneur; faisant toujours fonction de Bailli d'Aval. Mal utilisé et méprisé, Il est envoyé finalement en garnison à Salins où il finira ses jours, victime de l’épidémie de peste. Aigri par tant d'ingratitude, il voua jusqu'à sa mort une haine farouche aux parlementaires, ces « rieurs qui se moquent de ceux qui travaillent et se tiennent chez eux ». et s'éteindra, affaibli quelques semaines plus tard, le 16 octobre 1637,.

## Famille et Descendance
Gérard de Watteville est le père de :
- Philippe-Francois de Watteville, comte de Bussolin (vers 1600 - 1637), mestre de camp, chef du corps expéditionnaire comtois pendant la campagne victorieuse du Bugey, commande un régiment d'infanterie à la bataille de Cornod,

Et l'oncle de :
- Charles de Watteville (1605-1670), diplomate et militaire au service de l'Espagne ;
- Jean de Watteville (1618-1702), militaire et ecclésiastique.